# Fontanarosa (famiglia)

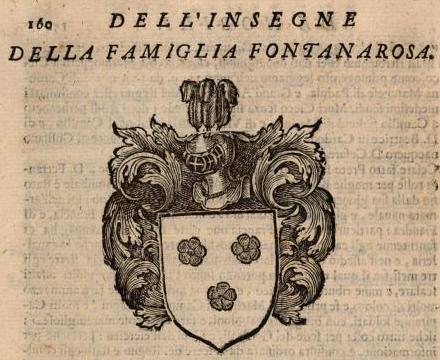
Stemma della famiglia Fontanarosa

I Fontanarosa sono stati una nobile e antica famiglia campana, probabilmente di ascendenza normanna, le cui origini risalgono all'XI secolo.  Baroni della provincia del Principato Ultra nel Regno di Napoli, ebbero molti possedimenti, castelli e signorie.

## Storia
Secondo alcuni storici, il nome della famiglia deriva da quello della cittadina di Fontanarosa (in Irpinia), della quale furono signori a partire dal XII secolo.
Nel celebre Catalogus baronum, compilato tra il 1150 ed il 1152, si fa riferimento ad alcuni dei primi esponenti di questa nobile famiglia. Il primo ad essere citato è il cavaliere Robertus de Fontanarosa che nel 1129 si recò in guerra sotto Ruggero III, duca di Puglia, con quattro soldati e sei serventi, per sedare la rivolta dei baroni. In seguito fu tra i suffeudatari di Elia Gesualdo che insieme ad altri 142 cavalieri partì per la Terza crociata, o crociata dei re.
Nello stesso registro troviamo Guillelmus de Fontanarosa, citato tra i baroni del Regno che hanno contribuito con militi e mezzi alle crociate. Ci si riferisce a lui come signore di Fontanarosa, Paduli, San Lupo, Montemalo (attualmente Sant'Arcangelo Trimonte) e Valle di Telese. 
XIII secolo
Nel 1239 un secondo Robertus de Fontanarosa viene citato fra i baroni dell'imperatore Federico II di Svevia il quale gli diede in custodia alcuni prigionieri di parte guelfa fatti nella battaglia di Cortenuova nel 1237.  Nel 1271 un terzo Roberto, signore di Fontanarosa, venne insignito del titolo di cavaliere dal re Carlo I di Napoli.
XIV secolo
Fra il 1300 e il 1315 questa famiglia incomiciò una forte politica di espansione a danno dei feudi vicini, acquisendo numerose terre e possedimenti nell'entroterra campano, tra questi Luogosano, Piana Ferrara, Savignano Irpino, Greci.. Ancora nel corso del Trecento, tra i membri illustri possiamo citare: 
- Ruggiero, nominato nel 1302 da re Carlo II di Napoli, gran protonotario vicario del Regno di Napoli. 
- Gerardo nel 1309 acquisì il castello di Celenza Valfortore e il feudo di Comiziano oltre ad avere possedimenti e palazzi a Benevento. 
- Bartolomeo nel 1311 fu incaricato dal re di armare le galere reali di stanza nel porto di Otranto. Nel 1335 subì un processo perché fu accusato, assieme a Manfredi di Montfort, dell'assassinio di Nicolò Gianuilla, conte di sant'Angelo, ma fu poi prosciolto. 
- Giovanni, che, nel 1343, regnante Giovanna I di Napoli, ebbe una disputa con Nicolò Sanctangelo, signore di Sant'Angelo all'Esca. Giovanni, mentre si recava con la propria famiglia in pellegrinaggio al santuario di Montevergine fu assalito e derubato dal Sanctangelo e, non essendo riuscito ad ottenere giustizia, per vendicarsi si impadronì del feudo di San Mango sul Calore, anch'esso di proprietà del suo avversario. 
- Riccardo, creato cavaliere gerosolimitano e percettore e commendatore di Troia e di Foggia nel 1359. Gentile, nel 1396, venne concesso dal re Ladislao I di Napoli il privilegio dell'esenzione dai tributi, ripagato dal signore di Fontanarosa con un prestito in denaro per le imprese militari della Corona. 
XV secolo
Nel 1481, tra i cavalieri che combatterono contro i turchi ad Otranto, troviamo un altro Bartolomeo Fontanarosa. Sappiamo che in questo secolo un ramo cadetto della famiglia si stabilì a Gaeta dove, nell'antica chiesa di San Benedetto era presente una lapide che riportava lo stemma nobiliare e vi era scritto: "A.D. MCCCCLX assieme a Nicola giace Cola Fontanarosa",
 maestro d'armi nel 1525; Giambattista, signore di Fontanarosa nel 1610.
XVI secolo
Nel Cinquecento la signoria dei Fontanarosa si estende ad alcuni territori dell’agro nolano, soprattutto al paese di Cumignano, attuale Comiziano, dove edificarono diversi luoghi di culto tra cui l’antica chiesa parrocchiale di S.Severino, oggi scomparsa, attestata tra il 1551 e il 1695, di patronato della famiglia..
Giovanni Nicola nel 1534 fu eletto console del governo nobile della città di Fabriano.
XVII secolo
- Francesco Fontanarosa figlio di Antonio e Vittoria De Notariis.
-Isabella Fontanarosa (+ Napoli 8-11-1762), merita una menzione speciale, moglie di Paride Galluccio e figlia del barone Francesco. Ricordata come grande filantropa, donò il palazzo nobiliare di famiglia alla città di Nola dove fu costituito il primo nucleo dell’ospedale civile di Santa Maria della Pietà.

## Il barone Francesco Fontanarosa e la dedica del Tansillo
La famiglia Fontanarosa fu una famiglia di mecenati, soprattutto nel Seicento. Tra i personaggi illustri che passarono tra le arcate di palazzo Fontanarosa a Nola, ci fu il poeta Luigi Tansillo (1672-1750), che dedicò  nei suoi Capitoli giocosi e satirici una Lettera al Signor barone Fontanarosa, nella quale narra di un suo lungo viaggio avventuroso e dai cui riferimenti si comprende quanto la famiglia Fontanarosa ed il barone fossero ben inseriti nell'alta nobiltà napoletana.

## Blasonatura
D'oro a 3 rose vermiglie, 2 e 1.